# Fröhden
Fröhden ist ein Ortsteil der brandenburgischen Kleinstadt Jüterbog in Deutschland.

## Lage
Der Ort liegt etwa 6,5 Kilometer südöstlich von Jüterbog. Im Nordwesten liegt mit Markendorf ein weiterer Ortsteil der Stadt. Im Südosten grenzt mit Riesdorf ein Ortsteil der Gemeinde Niederer Fläming an, gefolgt von den weiteren Ortsteilen Werbig im Süden und Hohengörsdorf im Südwesten. Die Wohnbebauung konzentriert sich um den historischen Ortskern mit seiner Dorfkirche. Die übrigen Flächen werden vorwiegend landwirtschaftlich genutzt. Lediglich der westliche Bereich, der von der Bundesstraße 115 im Norden sowie der Bundesstraße 102 im Südwesten umfasst wird, ist bewaldet. Dort befindet sich im südlichen Bereich auch die mit 129,9 m höchste Erhebung der Region, der Börnickenberg. Die rund 120 m hohen Erhebungen weiter nördlich werden als Höllenberge bezeichnet. Auf der Achse zwischen diesen Erhebungen und der Wohnbebauung liegt in etwa mittig das einzige Gewässer des Ortsteils, der Amorteich. Im südlichen Bereich der Gemarkung befindet sich ein deutlich kleineres Waldgebiet. Hier beginnt der Markendorfer Graben, ein 7,946 km langer Meliorationsgraben mit einem Einzugsgebiet von 66,739 km², der bei Jüterbog in die Nuthe entwässert. Im Südosten liegen kleinere Bereiche der Sernower Heide ebenfalls noch auf der Gemarkung des Ortsteils.

## Geschichte und Etymologie

### 14. und 15. Jahrhundert
Die erste urkundliche Erwähnung des Ortes erfolgte indirekt durch einen Herrn Johanne de vrouden (in Prenzlau) im Jahr 1308, der vier Jahre später in Spandau als Johannes de Vroiden erneut erschien. Ein weiterer Nachweis stammt von einem Leutpriester (Pleban) Conrad, der um 1325/1329 als dominus conradus plebanus in vrwden auftrat. Der Ort war vor 1368 bis 1386 im Besitz der Herren von der Dahme (Dahmis). Dort erschien im Jahr 1383 ville Freuden, bevor ein überwiegender Teil des Dorfs im Jahr 1386 an das Amt Jüterbog kam. Sie übernahmen im Jahr 1487 einen vierten Anteil, nach 1535 auch den zweiten Anteil und damit das gesamte Dorf. So vereint übernahm im Jahr 1538 die Familie von Klitzing das Dorf und hielt es bis in das 18. Jahrhundert hinein. Die Familie erhielt vom Erzbischof im Jahr 1555 das Recht, eine neue Schäferei zu errichten. Die übrigen Anteile ergeben eine komplexe Eigentümerstruktur. Der bereits erwähnte zweite Anteil lag vor 1383 bis nach 1396 beim Herrn bzw. den Brüdern von Gorey und kamen vor (?) 1466 an den Kammerdiener von Hietzhaim. Er übergab ihn im Jahr 1535 an einen Herrn von Falkenhagen. Dabei handelte es sich um 1⁄4 des Dorfes, 3 Wispel Roggen, 2 Wispel Hafer ohne 4 Scheffel, Geld und zwei Kossätenhöfe mit Ober- und Untergerichtsbarkeit sowie das Kirchenpatronat (1383). Ein dritter Anteil in Form von Geldhebungen war bis 1386 ein Afterlehen der Herren von der Dahme und kam vor 1386 nach Markendorf, anschließend an den Erzbischof. Ein vierter Anteil In dem velde dorff freyden (1414) war ebenfalls ein Afterlehen, der vor 1386 bis nach 1414 dem Bürger Römer aus Jüterbog gehörte, vor 1447 (das dorff froyden) bis 1484 einem Herrn von Staupitz und von 1484 bis 1487 der Familie von Schlieben. Sie besaßen ebenfalls 1⁄4 des Dorfes und vier Stücke Geld (1386, 1447), bevor dieser Anteil mit dem ersten vereinigt wurde. Ein fünfter Anteil gehörte bis 1487 ebenfalls der Familie von Schlieben und gelangte anschließend für ein Jahr an einen Herrn von Tuch, der es im Jahr 1487 an den Barbier Rahn und seine Erben, Bürger zu Calbe (Saale) weiterreichte. Von dort kam er im Jahr 1598 an den Magister Moritz, seines Zeichens Richter in Jüterbog bzw. dessen Erben. Sie gaben ihn im Jahr 1641 an den Rittmeister Junack und seine Erben weiter, die ihn 1708 an die Familie Wollersheim verkauften. Von 1742 bis nach 1759 war die Familie Flemming der Besitzer der Hebungen. Sie bestanden aus 1 Wispel Roggen und 1 Wispel Hafer, die sie von einem Einwohner erhielten, der drei Dorfhufen und drei Damelanghufen auf der wüsten Feldmark Dalem bewirtschaftete. Ein weiterer Einwohner gab je 6 Scheffel Roggen und Scheffel Hafer, ein weiterer 12 Scheffel Roggen, Geld, den Fleischzehnten und drei Rauchhühner. Von einem anderen Einwohner erhielten sie 6 Scheffel Roggen, 6 Scheffel Hafer und Geld, von einem weiteren den Fleischzehnten und ein Rauchhuhn. Ein Einwohner war verpflichtet, alle drei Jahre 1 Scheffel Gerste (1487) abzuliefern; weitere vier Einwohner nur Geld sowie den Fleischzehnten. Ein Einwohner gab drei, ein weiterer ein Rauchhuhn (1524). Der Diener Prötling erhielt bis 1491 weitere Hebungen, die er anschließend bis vor 1524 an den Kanzleischreiber Freudemann weitergab. Dies waren Geld, den Fleischzehnten und drei Rauchhühner von einem Einwohner, Geld von einem weiteren sowie den Fleischzehnten sowie ein Rauchhuhn von einem dritten Einwohner (1491), bevor auch dieser Anteil an den Bischof fiel. Ein siebter Anteil gehörte bis 1492 der Familie von Tuch, kam dann an den Kanzleischreiber Freudemann, der sie mit dem sechsten Anteil vereinigte. Der Anteil bestand ebenfalls aus Hebungen: Ein Einwohner gab von drei Dorfhufen 6 Scheffel Roggen und 6 Scheffel Hafer, ein Einwohner von zwei Dorfhufen zwei Scheffel Roggen, Geld und den Fleischzehnten sowie drei Rauchhühner und ein weiterer Bewohner von einer Dorfhufe 6 Scheffel Roggen sowie 6 Scheffel Hafer. Drei weitere Einwohner gaben Geld von ihren Höfen (1492). Ein achter Anteil bestand aus 10 Scheffel Holzgerste, die als Pacht „von alters“ her vor 1694 vom Amt Zinna beansprucht wurden. Fröhden wurde im Jahr 1492/1496 im Register von Einnahme und Ausgabe des Schlossamtes Jüterbog als ein Amtsdorf mit den Wendemarkhufen geführt.

### 16. Jahrhundert
Die Bewohner zahlten um 1500 ausweislich einer Steuererhebung im Erzstift Magdeburg insgesamt 3 Schock 11 Groschen (gr) zur Anlage; im Jahr 1516 waren es nach dem Anschlagk der bewilligten steure vff gehaltenem Langtage zu Magdeburg Dienstag nach Lucie 10 Rheinische Gulden (fl) zur Steuer und 1534 laut dem Register über Aufnahme der im Jahre 1534 verwilligten Steuer des 50. Pfennings insgesamt 24 fl 4 gr und 4 Pfennig (d) zum 50. Pfennig. Bei einer Visitation der Kirchen und Klöster im Erzstift Magdeburg wurden in Fröhden im Jahr 1562 insgesamt 19 Hauswirte (=Haushalte) festgestellt. Dem Pfarrer standen in dieser Zeit vier Pfarrhufen zur Verfügung. Rohrlach vermutet, dass es sich dabei um zwei Pfarrhufen aus Fröhden und vier weitere aus Dalem handeln könnte. Er erhielt weiterhin die 30. Mandel des Getreidezehnten und den dritten Teil des Fleischzehnten. Die Kirche besaß nur eine als „gering“ bezeichnete Hufe Land, auf der lediglich vier Scheffel Getreide ausgesät werden konnten. Der Küster erhielt 21 Scheffel Korn von der Gemeinde sowie insgesamt 16 Brote von den Kossäten aus Fröhden und Markendorf. Die bereits genannten 19 Familien erschienen erneut im Jahr 1584, als eine Kirchen-, Schul- und Hospitalien-Visitation im Erzstift Magdeburg durchgeführt wurde. Zwei Jahre später leisteten sie 13 Taler 6 gr 5 d zum 70. Pfennig an Abgaben.

### 17. Jahrhundert
Im Jahr 1612/1613 lebten in Fröhden zehn Einwohner, darunter der Dorfschulze, die Roggenpacht zahlten: Einmal 26 Scheffel, einmal 24 Scheffel, zweimal 22 Scheffel, einmal 20 Scheffel einmal 18 Scheffel, einmal 12 Scheffel, einmal 8 Scheffel und zweimal 6 Scheffel. Insgesamt 14 Einwohner gaben Rauchhühner, 18 Schoss in Höhe von zweimal 41 gr, viermal 40 gr, zweimal 25 gr, einmal 18 gr, zweimal 15 gr, fünfmal 4 gr und zweimal 2 gr. Fröhden bestand im Jahr 1627 als acht Hufnern und sechs Kossäten. Durch den Prager Frieden gelangte der Ort vom Erzstift Magdeburg zum Kurfürstentum Sachsen. Im Jahr 1637 kam es zu einem Brand, bei dem die Kirche und die Pfarrwohnung zerstört wurden. Im 36 Hufen großen Fröhden lebten im Jahr 1650 elf Hufner, darunter der Schulze. Er besaß sechs Hufen zu 3 Malter Korn, 2 Malter Gerste, 3 Scheffel Hafer, 1 Scheffel Heidekorn und ein Scheffel Leinaussaat. Ein Hufer besaß drei Hufen zu 4 Malter Korn, 18 Scheffel Gerste, 2 Scheffel Hafer, 1 Scheffel Heidekorn, 1 Scheffel Leinaussaat, neun weitere Hufner besaßen je drei Hufen zu 4 Malter Korn, 18 Scheffel Gerste, 3 Scheffel Hafer, 1 Scheffel Heidekorn und 1 Scheffel Leinaussaat. Die acht Kossäten kamen zusammen auf 24 Scheffel Gerste. Alle Bewohner hatten das Recht, bis zu 600 Schafe zu halten. Auf einem mittlerweile ausgetrockneten Pfuhl, der der Familie von Klitzing gehörte, wurden 8 Scheffel Hafer ausgesät. Nach dem Tod des Kurfürsten Johann Georg I. im Jahr 1657 erhielt sein zweiter Sohn August als Erbteil das Herzogtum Sachsen-Weißenfels und damit auch Fröhden. Nach seinem führte sein Sohn Johann Adolf I. das Fürstentum. Fröhden war offenbar vom Dreißigjährigen Krieg erheblich betroffen, da es noch 1694 als zur Hälfte wüst liegend bezeichnet wurde.

### 18. Jahrhundert
Die 1708 veröffentlichte gnädigst anbefohlene Specificirung derer bey dem Ambte Jüterbog und in denselben sowohl immediaten Ambts- als Adelichen Dorfschaften befindlichen Hufen Landes 1706/1708 führte für Fröhden elf Bauerngüter auf, darunter fünf unter der Herrschaft derer von Klitzing. Dies verleitete den Pfarrer offenbar zu der Forderung, dass ihm weiterhin vier Pfarrhufen zuzustehen seien. Ein Verzeichnis aus dem Jahr 1746 führte für das Dorf sechs Bauern, acht Kossäten, einen Müller, einen Schulmeister sowie eine weitere Person ohne Angaben auf. Nachdem die Linie Sachsen-Weißenfels im Jahr 1764 erlosch, fielen das Dorf nach Kursachsen. Eine Statistik aus dem Jahr 1777 führte für Fröhden 18 angesessene Einwohner auf: sechs Hufner und neun Kossäten sowie drei Häusler. Es gab fünf unbewohnte bzw. publike Häuser, die Pfarre, eine Schule, die Schäferei auf Herrschaftsgrund, ein gemeinsam genutztes Hirtenhaus und eine unbewohnte Dorfschmiede. Nach dem Tod des letzten Herrn von Klitzing übernahmen im Jahr 1794 dessen Witwe, eine geborene Freiin von Wangelin gemeinsam mit einer Frau von Werdeck zunächst gemeinsam für ein Jahr den Ort, die ihn von 1795 bis 1797 alleine führte und ihn dann den Amtmann Birkner aus Zinna verkaufte.

### 19. Jahrhundert
Um 1800 hielten die Bewohner von Dorf und Rittergut insgesamt 18 Pferde, 28 Kühe und 460 Schafe. Nähere Informationen über die Personen liegen aus dem Jahr 1812 vor: Es gab den Gutsherren mit seinem Verwalter, zwei Zwangsknechte, ein Schweinemädchen, ein Pferdeknecht, ein Schafknecht, mehrere Dienstjungen und Meier, eine Viehmagd und eine Zwangsmagd. Beim Pastor lebten ebenfalls eine Viehmagd, ein Schweinemädchen und ein Pferdeknecht. Es gab einen Schulmeister und sechs Hufner, die mehrere Ochsenjungen beschäftigten. Der Windmüller hatte einen Auszügler; es gab zwei Häusler und 14 Hausleute und in Summe 21 Steuerpflichtige.
Nach dem Wiener Kongress kam der Ort Fröhden am Börnickenberg im Jahr 1816 zum Kreis Jüterbog-Luckenwalde. Er bestand aus 30 Häusern, in denen sechs Bauern, neun Kossäten, acht Häusler und zwei Hinterhäusler lebten. Es gab zwei herrschaftliche Büdnerhäuser mit sechs Wohnungen, eine Ziegelscheune, eine Windmühle, eine Schäferei im Rittergut, eine Branntweinbrennerei, eine Schenke und ein Laufschmied. Nach 1828 übernahm der Landgerichtsdirektor Eding den Ort, hielt ihn aber auch nur bis 1855 und gab ihn an die briefadelige Familie Buhl genannt Schimmelpenninck von der Oye, an Herrn Freiherr Hans Wilhelm Schimmelpenninck von der Oye weiter. Von dort kam er an einen Herrn Kluge zu Berlin und vor 1863 bis nach 1867 an einen Herrn Semner. In dieser Zeit entstand im Ort ein Gutshaus. Im Jahr 1857 standen in Dorf und Rittergut insgesamt 30 Wohnhäuser. Detaillierte Angaben liegen aus dem Jahr 1858 vor. Demzufolge gab es im Dorf drei öffentliche, 30 Wohn- und 50 Wirtschaftsgebäude, darunter eine Schneidemühle. Das Dorf war 2339 Morgen groß: 40 Mg Gehöfte, 2259 Mg Acker und 40 Mg Wald. Im Gut standen drei Wohn- und sieben Wirtschaftsgebäude. Es war 1507 Morgen groß: 18 Mg Gehöfte, 1278 Mg Acker und 210 Mg Wald. 1879 war ein Herr Semner Gutsbesitzer in Fröhden, gesamt 324 ha, zum Betrieb gehörte eine Stärkefabrik. Der ständige Besitzerwechsel des Rittergutes hielt an, 1896 wiederum war Alexander Schneider der Inhaber.

### 20. Jahrhundert

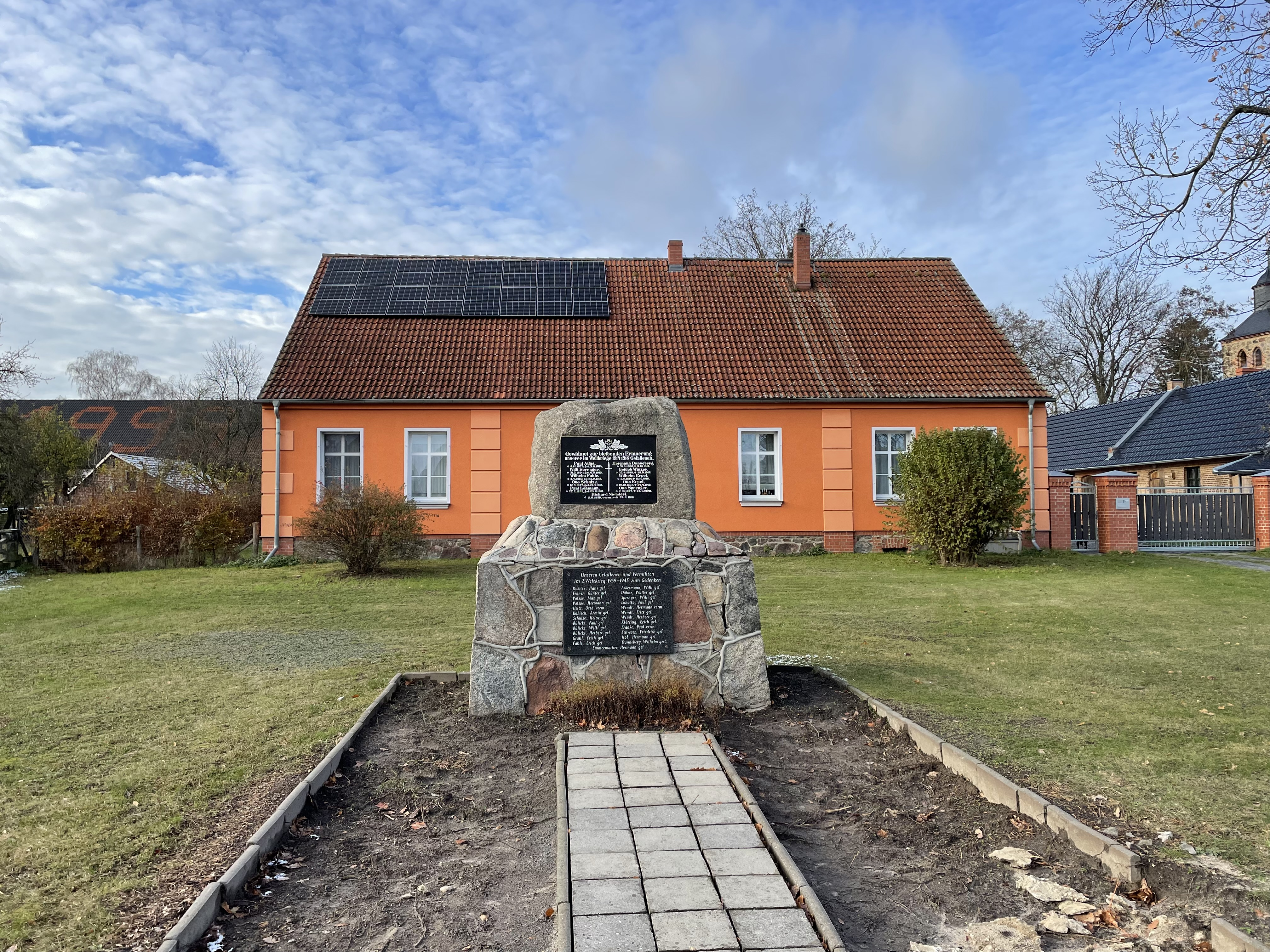
Weltkriegsdenkmal

Von 1900 bis 1963 lag der Ort an der Kleinbahnstrecke Jüterbog – Luckenwalde. Im Jahr 1900 existierten im Dorf 37 Häuser, in denen die folgenden Personen lebten: ein Altsitzer, drei Büdner mit 9,50 Hektar, 9 Hektar und 6 Hektar Land, fünf Hufner mit 61,75 Hektar, 58,25 Hektar, 56,50 Hektar, 53,75 Hektar und 35,50 Hektar Land, sieben Kossäten mit 24,25 Hektar, 20,50 Hektar, 20,12 Hektar, zweimal 18,75 Hektar, 18 Hektar und 17,50 Hektar, ein Kossät und Gemeindevorsteher mit 19,12 Hektar, ein Lehrer, ein Mühlenbesitzer mit 2,12 Hektar sowie ein Pastor. 1907 war Heinrich Krause der Gutsinhaber. Im Gut standen fünf Häuser, die vom neuen Gutsbesitzer August Wolters genutzt wurden. Sein Gutshaus wurde 1915 in neoklassizistischen Formen umgestaltet. Im Jahr 1928, Gutsbesitzer war Arnold Gericke, wurden laut neuer Kommunalverfassung das Gut als vormals juristisch eigenständiger Ort mit dem Dorf vereinigt und 1931 zur Landgemeinde umgewandelt. In dem genannten Jahr bestand Fröhden aus 50 Wohnhäusern mit 64 Haushaltungen. Im Jahr 1939 gab es einen land- und forstwirtschaftlichen Betrieb, der mehr als 100 Hektar bewirtschaftete. Insgesamt 13 Betriebe waren zwischen 20 und 100 Hektar, 10 zwischen 10 und 20 Hektar, weitere 10 zwischen 5 und 10 Hektar und 9 zwischen 0,5 und 5 Hektar groß.
Nach dem Zweiten Weltkrieg entstand im Gutshaus eine Maschinen-Ausleihstation, die 1952 in eine Maschinen-Traktoren-Station umgewandelt wurde. Insgesamt wurden 386,9 Hektar enteignet: 210 Hektar Acker, 4,6 Hektar Gärten, 2 Hektar Wiese und Weide, 164,9 Hektar Wald, 1 Hektar Hofräume sowie 4,1 Hektar Wege und Ödland. Davon wurden 54 Hektar an sechs landlose Bauern und Landarbeiter verteilt. Weitere 97,3 Hektar gingen an 15 landarme Bauern, 187,1 Hektar an Umsiedler. Ein nicht-landwirtschaftlicher Arbeiter und Angestellter erhielt ein Hektar, 30 Hektar gingen als Waldzulage an acht Altbauern, weitere 2,5 Hektar an das Land Brandenburg sowie 14,7 Hektar an die Gemeinde. Am 1. Juli 1950 wurde Fröhden nach Markendorf eingemeindet. 1956 wurde eine LPG mit sechs Mitgliedern und 41 Hektar Fläche gegründet; diese wurde 1958 mit der Markendorfer LPG Typ III zusammengeschlossen. Das Gutshaus wurde um 1980 vom Kreisbetrieb für Landtechnik genutzt und erheblich umgebaut. So wurde beispielsweise der Haupteingang von der Süd- auf die Nordseite verlegt und im Erdgeschoss eine Kantine eingerichtet. Seit der Wende wird das Gebäude als Technikstützpunkt für Landwirte genutzt. Im Jahre 1994 wurde eine Windkraftanlage auf dem nahegelegenen Börnickenberg errichtet. Seit dem 31. Dezember 1997 ist Fröhden ein Ortsteil von Jüterbog.

## Bevölkerungsentwicklung
| Jahr      | 1817 | 1837 | 1858                | 1871       | 1885       | 1895       | 1905       | 1925 | 1939 | 1946 |
| Einwohner | 194  | 194  | Dorf 196 und Gut 48 | 230 und 40 | 211 und 58 | 239 und 32 | 220 und 36 | 300  | 257  | 404  |

## Sehenswürdigkeiten und Kultur

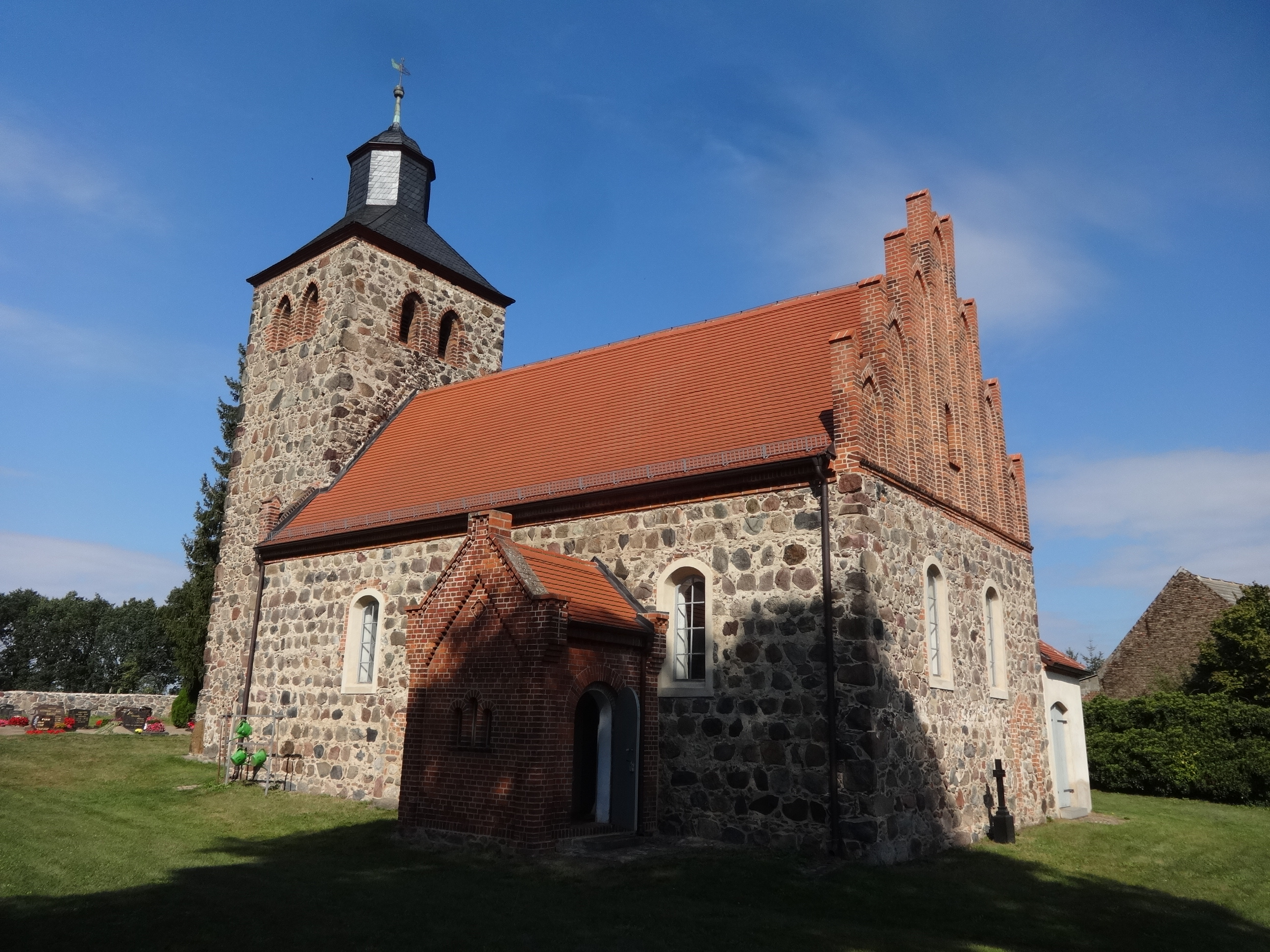
Dorfkirche Fröhden

- Die Dorfkirche stammt aus dem 14. Jahrhundert, von 1325 bis 1339 ist ein Pfarrer Conrad nachweisbar. Im 15. Jahrhundert oder Anfang des 16. Jahrhunderts wurde der Turm hinzugefügt. 1637 brannte die Kirche ab, ab 1672 wurde die Kirche wieder aufgebaut. Im Inneren befindet sich ein Kanzelaltar aus dem 1760. Die Kirche steht unter Denkmalschutz.[9]
- Die Gehöfte in der Mühlestraße 1 und Mühlenstraße 7 stammen aus der Zeit um 1900 und sind noch wie zur Bauzeit erhalten. Sie stehen allerdings nicht unter Denkmalschutz.
- Fröhden ist seit 2005 an die Flaeming-Skate angeschlossen.

## Persönlichkeiten
In Fröhden war im 19. Jahrhundert die Wirkungsstätte des Pfarrers und Archäologen Heinrich Otte.